# Femsjonia
Femsjonia är ett släkte av svampar. Femsjonia ingår i familjen Dacrymycetaceae, ordningen Dacrymycetales, klassen Tremellomycetes, divisionen basidiesvampar och riket svampar.
Släktet innehåller bara arten Femsjonia peziziformis.